# 未完成ストライド
「未完成ストライド」（みかんせいストライド）は、こだまさおりの楽曲。彼女の通算7枚目のシングルとして2012年8月8日にLantisから発売された。

## 概要
作詞家として中島愛、スフィアなどを手掛けたこだまのシングルとしては前作の「まひるの月」より約10年ぶりとなる。ランティスから発売のシングルとしては1枚目。表題曲はアニメ『氷菓』第13話以降のオープニング・テーマとして起用されている。シングル収録曲としては初のアニメソングであり非自作曲でもある。本作で初のオリコンウィークリーチャート100位以内にランクインした。

## 収録曲
全作詞 - こだまさおり
1. 未完成ストライド
作曲・編曲 - 中山真斗（Elements Garden）
2. Daisy
作曲・編曲 - 宮崎誠
3. シネマスカイ
作曲・編曲 - h-wonder